# Juggernaut (seriefigur)
Juggernaut (Cain Marko) är en seriefigur. Karaktären sågs för första gången i X-Men #12 som släpptes i juli 1965, och skapades av Stan Lee och Jack Kirby. Karaktären har uppträtt i Marvel-tidningar i över fyrtio år – främst tillsammans med X-Men. Juggernaut har även varit subjekt för andra Marvel-produkter, såsom kläder, leksaker, samlarkort, datorspel, med mera.

## Film
I filmen X-Men: The Last Stand porträtteras Juggernaut av den före detta fotbollsspelaren Vinnie Jones. Juggernaut återvände i filmen Deadpool 2, där karaktären är helt datoranimerad med CGI. Ryan Reynolds som även spelar Deadpool var Juggernauts röst.